# 全国电子竞技大赛
全国电子竞技大赛（简称NEST）是由中华人民共和国国家体育总局体育信息中心主办的电子竞技赛事，每年举行一届，主题曲《雄心无价》。